# Edison, the Man
Edison, the Man é um filme norte-americano de 1940, do gênero drama biográfico, dirigido por Clarence Brown e estrelado por Spencer Tracy e Rita Johnson.